# Palazzo Taschenberg
Il Palazzo Taschenberg (in tedesco: Taschenbergpalais) è un palazzo situato a Dresda, in Germania, utilizzato per ospitare un hotel. 
L'edificio, che appartiene al gruppo Kempinski Kempinski, s trova vicino al castello di Dresda e di fronte allo Zwinger. Nelle immediate vicinanze si trovano la Semperoper, la Theaterplatz (piazza del teatro) e la Cattedrale di Dresda. 
Venne realizzato dall'architetto Johann Friedrich Karcher nel 1705. Nel 1713, il Palazzo Taschenberg fu modificato seguendo lo stile orientale e fu chiamato "Palazzo turco". Dal 1718 al 1720 fu ampliato più volte. Tra il 1747 e il 1750 furono allestite due fontane davanti all'ingresso da Johann Christoph Knöffel. Nel 1843 fu costruita la parte sud-orientale dell'edificio. Il 13/14 febbraio 1945 l'edificio venne quasi distrutto durante i bombardamenti di Dresda della seconda guerra mondiale. Rimasto in stato di abbandono per quasi mezzo secolo, fu ricostruito  tra il 1992  e il 1995 al costo di 127,8 milioni di euro. Il 31 marzo 1995 è stato riaperto e utilizzato come hotel.